# 马奇利斯哈赫尔
马奇利斯哈赫尔（Machhlishahr），是印度北方邦Jaunpur县的一个城镇。总人口22943（2001年）。

## 人口
该地2001年总人口22943人，其中男性11808人，女性11135人；0—6岁人口4079人，其中男2139人，女1940人；识字率57.22%，其中男性为65.02%，女性为48.95%。